# 昌西 (伊利諾伊州)
昌西（英語：Chauncey）是位於美國伊利諾伊州勞倫斯縣的一個非建制地區。該地的面積和人口皆未知。

## 地理
昌西的座標為38°50′07″N 87°52′15″W / 38.83528°N 87.87083°W，而該地的平均海拔高度為49米（即489英尺）。